# Bjørn Ploug
Bjørn Ploug (* 22. Januar 1912 in Gedesby; † 5. April 1996) war ein dänischer Schauspieler.

## Leben
Bjørn Ploug spielte im Laufe seiner Karriere auf zahlreichen Bühnen des Theaters in ganz Dänemark. Dabei war er auch langjähriges Ensemblemitglied am Folketeatret, am Det Ny-Theater und zuletzt am Königlichen Theater Kopenhagen. Eine Theater-Tournee führte Ploug in den 1950er-Jahren zudem durch die Sowjetunion. Er stand auch zeitweise in Theatern in Norwegen und Schweden auf der Bühne. Er wirkte in Theaterstücken und Musicals sowie auch in Kabarett-Programmen und Varieté-Shows mit.
Als Schauspieler vor der Kamera wirkte Ploug in zehn Spielfilmen mit, zumeist in Nebenrollen.
Bjørn Ploug starb am 5. April 1996 im Alter von 84 Jahren.

## Filmografie
- 1971: Vater hoch vier (Filmreihe)
- 1973: Bandet
- 1977, 1980: Ein Haus in der Provinz (En by i provinsen, Fernsehserie, 2 Folgen)
- 1978: Flitterwochen (Honning Mane)
- 1978: Faengslende Feriedage
- 1980: Verden er fuld a Born
- 1980: Undskyld vi er her
- 1980: Attentat
- 1980: Der Augenblick (Objeblikket)
- 1981: Die Olsenbande fliegt über die Planke (Olsen-bandens flugt over plankeværket)